# Kessai Note

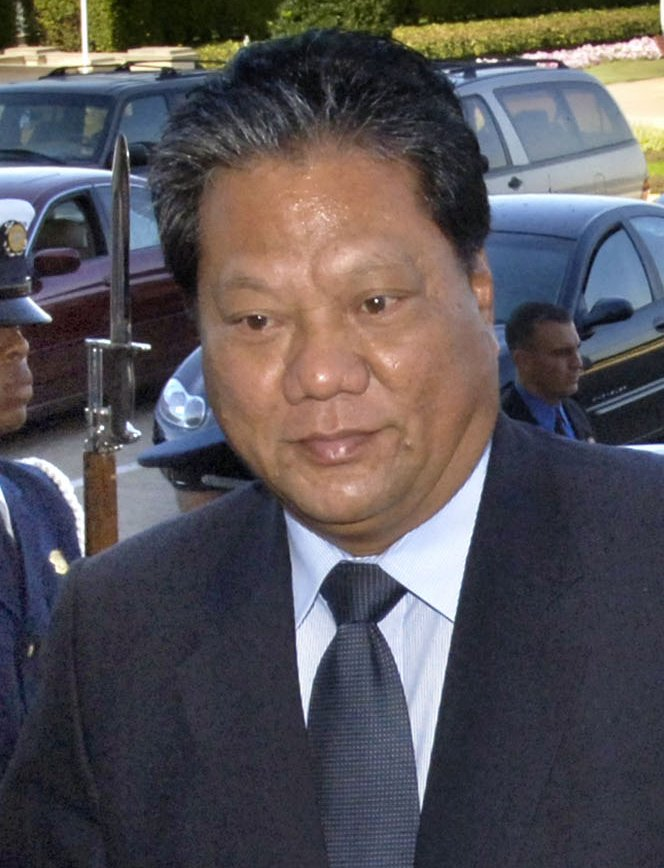
Kessai Note in Washington 2005

Kessai Hesa Note (* 7. August 1950 in Airok auf dem Ailinglaplap-Atoll) war von 2000 bis 2008 Präsident der Marshallinseln. Er ist Mitglied der United Democratic Party.
Note wurde erstmals im Jahr 2000 vom Parlament des Pazifikstaates in das Amt gewählt. Im Januar 2004 wurde er mit 20:9 Stimmen gegen seinen Herausforderer Justin deBrum in seinem Amt bestätigt. Am 7. Januar 2008 wurde Litokwa Tomeing vom Parlament zu seinem Nachfolger gewählt.
Im Januar 2016 war er kurzzeitig Außenminister im Kabinett von Präsident Casten Nemra.